# Chérif Arbouz
 (octobre 2022).
Si vous disposez d'ouvrages ou d'articles de référence ou si vous connaissez des sites web de qualité traitant du thème abordé ici, merci de compléter l'article en donnant les références utiles à sa vérifiabilité et en les liant à la section « Notes et références ».
Chérif Arbouz, né le 8 février 1930 et mort le 17 mars 2021, est un écrivain algérien . Il est originaire de Tizi Rached, Kabylie.

## Biographie
Instituteur, il a poursuivi ses études à l'Université d'Alger. En 1966, il obtient son diplôme de fin d'études à l’École normale supérieure de Saint-Cloud, France.
Il a été au service de l'Éducation nationale puis de l'enseignement supérieur à Alger pendant toute sa carrière.
Il est coauteur d'ouvrages scolaires et réalisateur de films à caractère didactique.
De 1992 à 2008, il a été consultant et formateur au siège du rectorat de l'Université de la formation continue (UFC).

## Principaux thèmes littéraires
De l’ancien instituteur, Chérif Arbouz a gardé le goût du partage et de la réflexion.
Fin connaisseur de l’histoire de la Kabylie, il a entrepris de la faire connaître à travers deux recueils de nouvelles qui mêlent personnages de fiction et figures historiques. Toutes ces histoires ont pour objectif d’appréhender leur sujet de manière sensible au-delà de l’histoire officielle.
Passionné de sciences humaines et sociales, il se lance par ailleurs dans l’écriture d’une trilogie d’anticipation pour mieux nous faire réfléchir sur nous-mêmes. Les deux premiers volets, La Fantastique Odyssée et La Grande Enigme ont été publiés en 2011 et 2012.

## Œuvres

### Science-fiction
- La Fantastique Odyssée, 2011

- La Grande Énigme, 2012

### Histoire
- C'était en Algérie au temps des colonies, 2011[2]

- Le Seigneur aux panthères, 2012